# Doctor Dolittle (série de televisão)
As Aventuras do Dr. Doolittle (The Further Advenntures of Dr. Doolittle, no original em inglês) é um desenho de animação, criado pelos estúdios DePatie-Freleng Enterprises. Estreou nos EUA em 12 de setembro de 1970.
Conta a história do Dr. Doolittle, um veterinário que consegue se comuncar com os animais e viaja ao redo do mundo para ajudá-los.

## Lista de episódios
nomes originais (em inglês)
1. The Grasshoppers Are Coming, Hooray, Hooray!
2. The Bird Who Was Afraid To Fly
3. The Land Of The Tiger Moo
4. The Great Turkey Race
5. The Peanut Conspiracy
6. The Bare Bear
7. High Flying Hippo
8. The Near-Sighted Bull
9. The Silver Seals at The Circus
10. A Girl For Greco Gorilla
11. A Tale Of Two Snails
12. A Fox Called...Sherlock?
13. The Tomb Of The Phoenix Bird
14. The Barnyard Rumble
15. The Baffled Buffalo
16. A Hatful Of Rabbit
17. The Bird From O.O.P.S.

## Ficha técnica
- Distribuição: United Artists
- Direção: Hawley Pratt, Oscar Dufau
- Produção: David H. DePatie, Friz Freleng e Walter S. Burr
- Animação: Hal Ambro, Frank Andrina, Warren Batchelder, Robert Bentley, Steve Clark, John Gibbs, Manny Gould, Ken Muse, George Nicholas, Manny Perez, Bob Richardson, Phil Roman, Irv Spence
- Roteiristas: Paul Harrison, Lennie Weinrib, Hugh Lofting
- Data de estréia: 12 de Setembro de 1970
- Colorido

## Dubladores

### No Brasil[2]
- Dr. Dolittle: Lauro Fabiano
- Jip: Orlando Drummond
- Mestre Teimoso/Guri: Cleonir dos Santos
- João Margina; Milton Luís
- Yoko: Magalhães Graça
- Cíclope: Mário Monjardim